# Капитолийская волчица (Бухарест)
Капитолийская волчица в Бухаресте (рум. Statuia Lupoaicei din București) — монумент в центре столицы Румынии — городе Бухаресте. Расположен в историческом центре Бухареста, на перекрёстке улицы Липскань и бульвара Иона Брэтьяну. Был установлен 7 сентября 1906 года, как подарок города Рима в честь 40-летия коронации короля Кароля I и 1800-летия римского завоевания Дакии.

## История
В первые десятилетия XX века муниципалитет столицы Италии — Рима и правительство Италии, отдавая дань уважения латинскому происхождению румынского народа, подарили Румынии четыре копии Капитолийской волчицы, которые были установлены в городах Бухарест (7 сентября 1906, в честь 40-летия коронации короля Кароля I и 1800-летия римского завоевания Дакии), Клуж-Напока (28 сентября 1921, в память об объединении Трансильвании и Буковины с Румынией в 1918 году), Кишинёв (1921, в память об объединении Бессарабии с Румынией в 1918 году) и Тимишоара (23 апреля 1926, в память латинской этнической общности двух народов). Уже в Румынии с этих четырёх статуй были сделаны копии, которые были установлены в городах и сёлах Алба-Юлия, Блаж, Брад, Брашов, Констанца, Кристештий-Чичеулуй, Деж, Галац, Ернут, Лешу, Лудуш, Маеру, Нэсэуд, Сэчеле, Сату-Маре, Сигишоара, Тыргу-Муреш, Тырнэвени, Топлица, Турда, Залэу, Регин, Герла.
Монумент был торжественно открыт 7 сентября 1906, и установлен в парке Кароля I. Неоднократно переносился:
- 1908 — перенесён на площадь святого Георгия (Римская площадь)[рум.], напротив новой церкви Святого Георгия[рум.];
- 1931 — перенесён на Столичный (Патриарший) холм[рум.] — резиденция Патриарха Румынского и место расположения учреждений Румынской православной церкви;
- 1965 — перенесён на площадь Доробанци[рум.];
- 1997 — перенесён и вновь установлен на площади святого Георгия (Римская площадь)[рум.];
- 2010 — после консультаций примара Бухареста Сорина Опреску и посла Италии в Румынии перенесён и установлен перед магазином Бухареста, в 40 метрах от площади святого Георгия[1][2].

Монумент ежегодно тщательно реставрируется и красится, поскольку пользуется большой популярностью среди местных жителей и туристов.

## Галерея

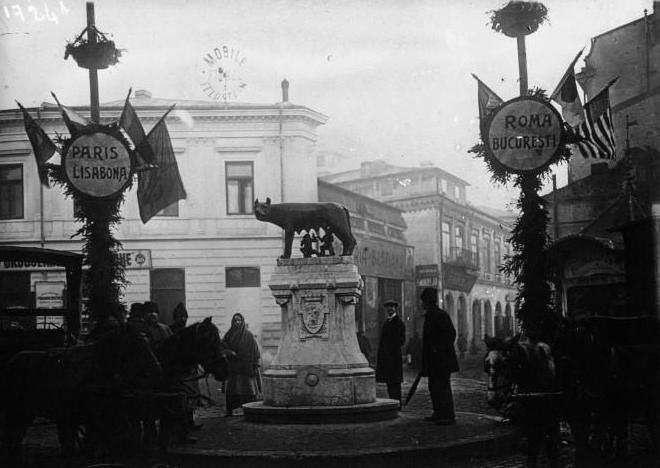
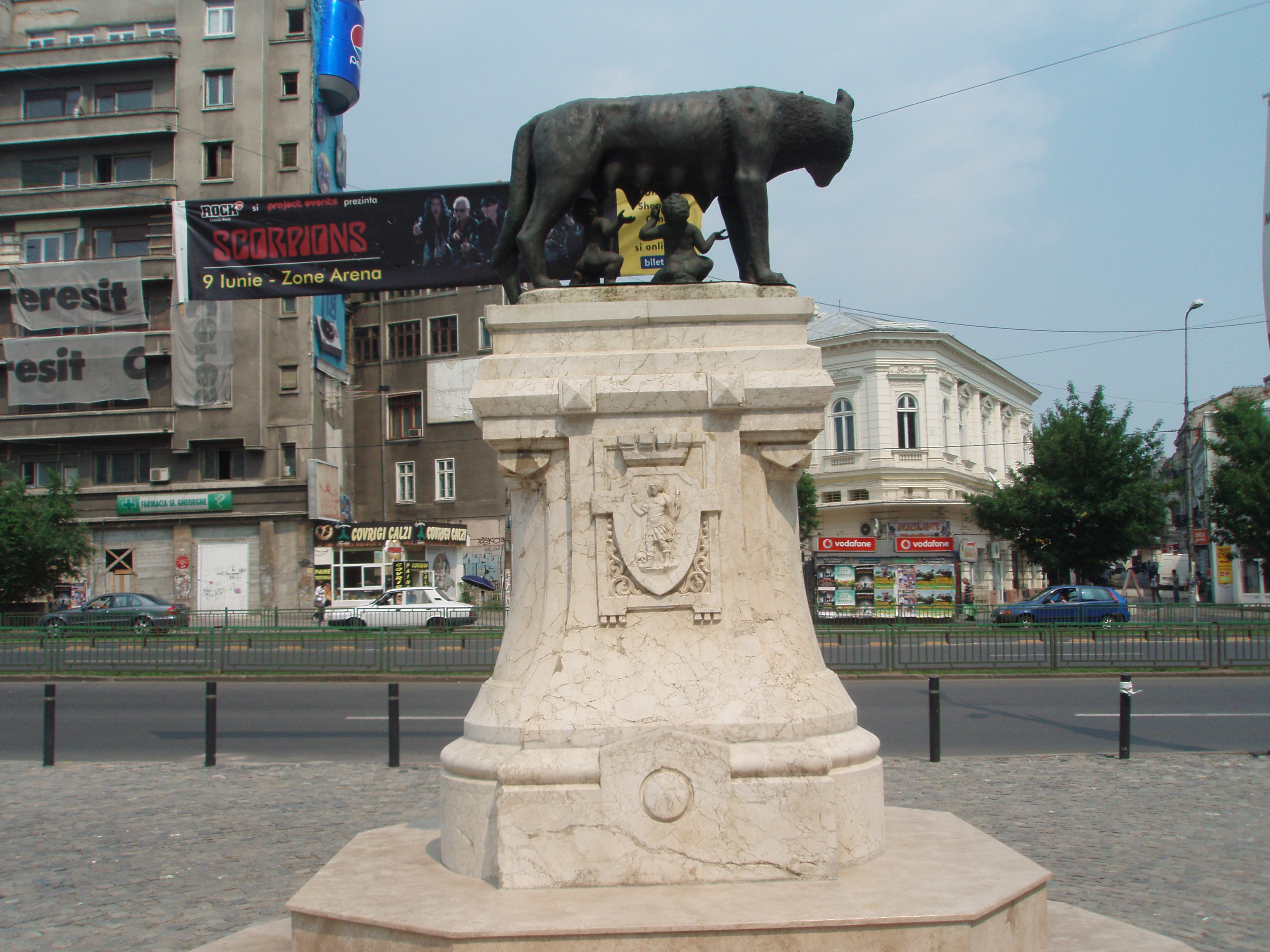
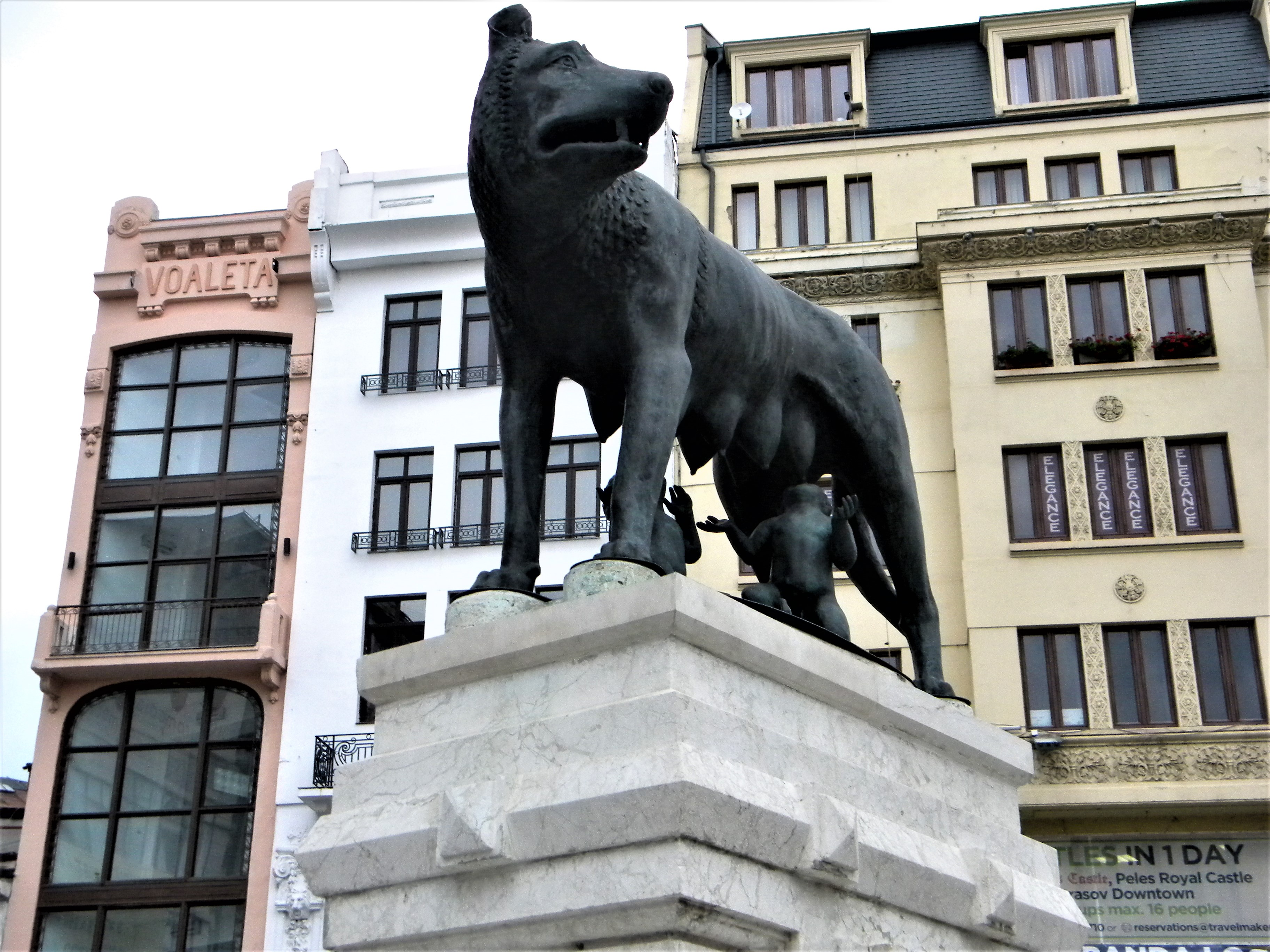
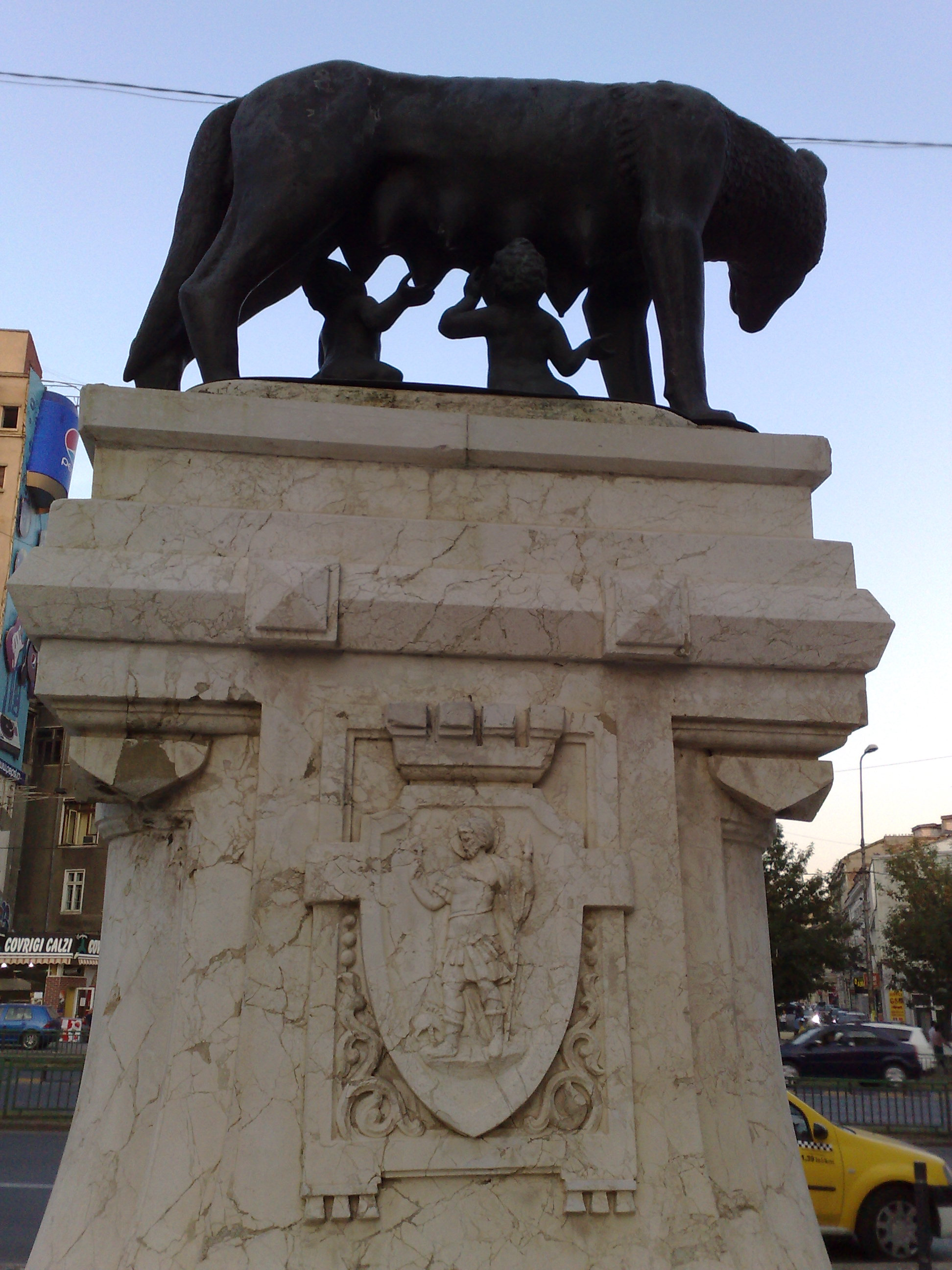
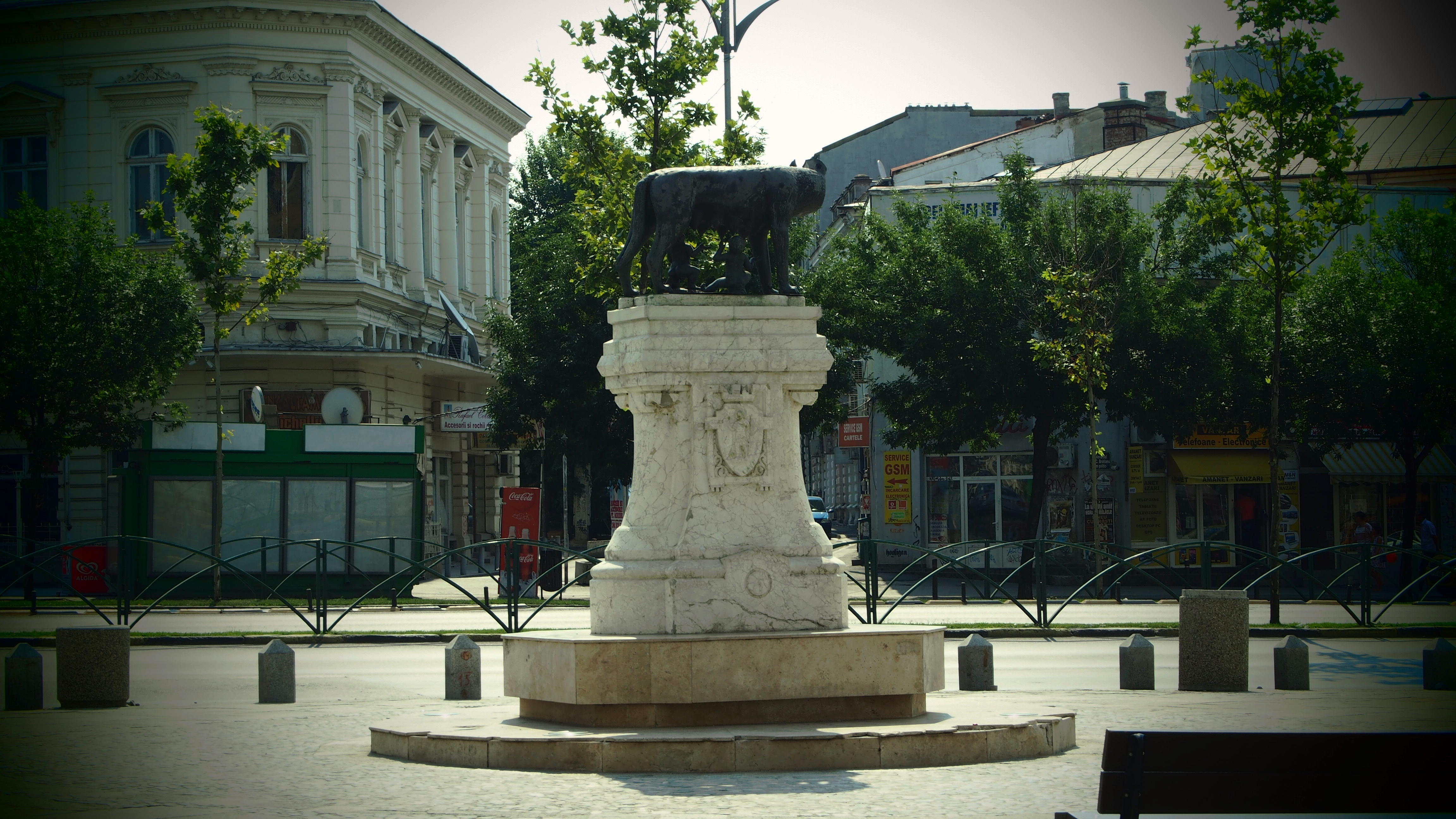
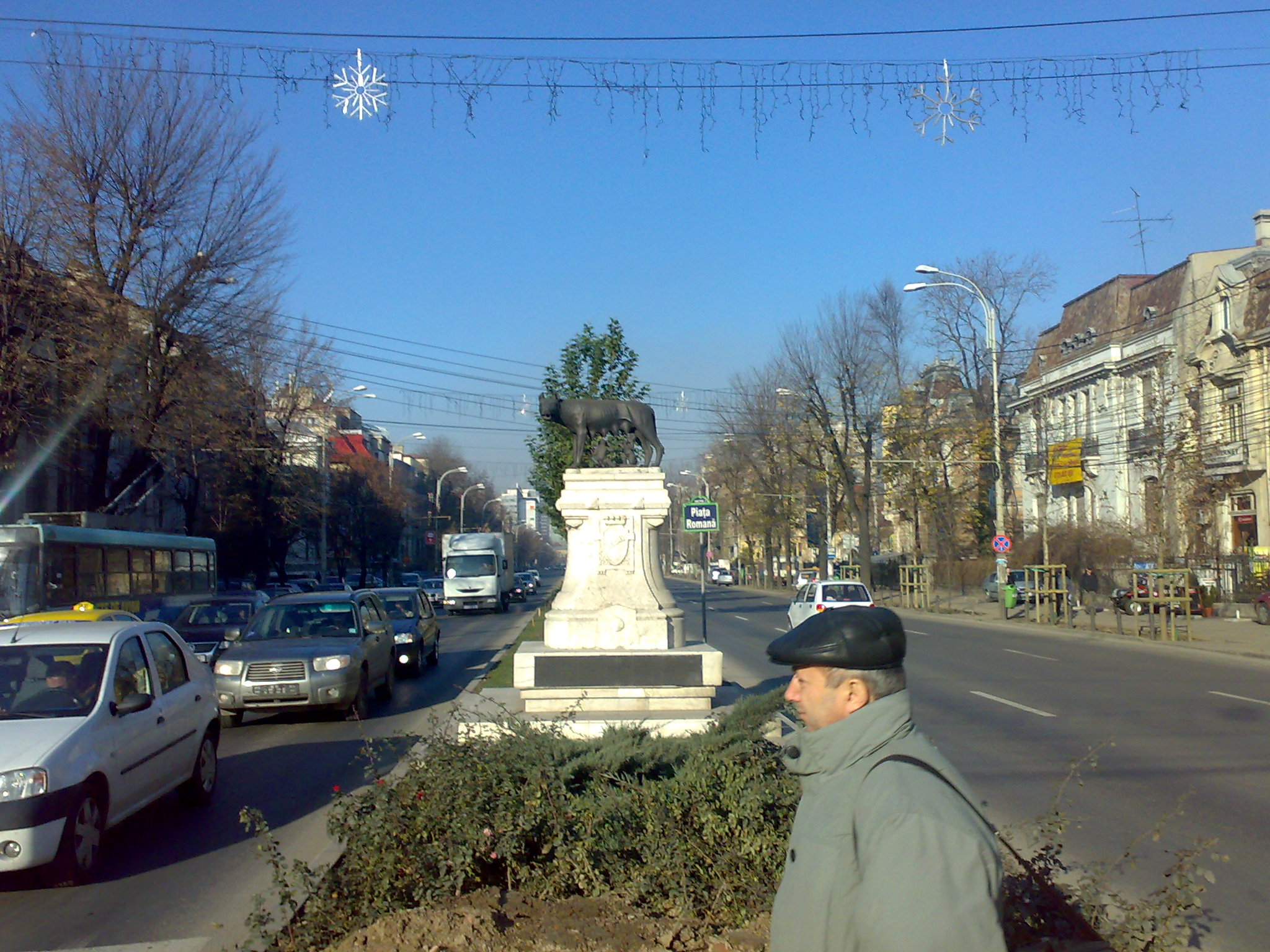
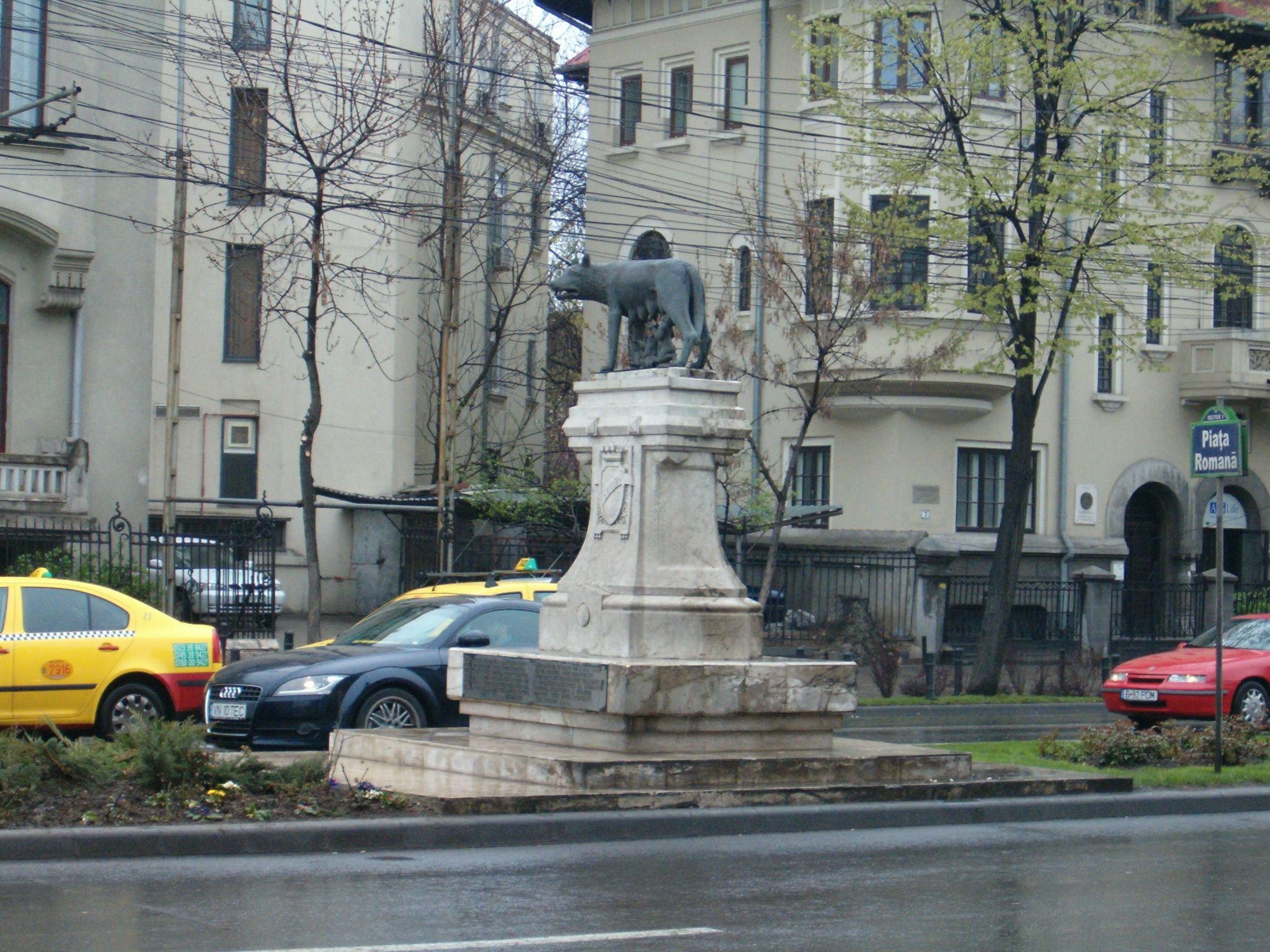